# Friedrich Weber (botaniker)
 Der er flere personer med dette navn, se Friedrich Weber.
Friedrich Weber (3. august 1781 i Kiel – 21. marts 1823 sammesteds) var en holstensk naturhistoriker. Han beskrev fortrinsvis kryptogamer og insekter, f.eks. i værket Prodromus historio muscorum hepatìcorum (1815) og arbejdede tæt sammen med Daniel Matthias Heinrich Mohr. Friedrich Weber var elev af danske Johann Christian Fabricius.
F.Weber er standardforkortelsen (autornavnet) i forbindelse med en plantes botaniske navn.